# Altars of Madness
Altars of Madness è il primo album in studio del gruppo musicale death metal statunitense Morbid Angel, pubblicato nel 1989 dalla Earache Records in Europa e dalla Combat Records negli U.S.A..

## Il disco
Il disco di debutto dei Morbid Angel è considerato una pietra miliare nella storia del death metal. Il disco contiene alcune delle più famose canzoni del gruppo, come Chapel of Ghouls, Suffocation e Immortal Rites.
L'album uscì in CD con quattro tracce extra, il brano Lord of All Fevers & Plague inserito come traccia numero 5 e i remix delle canzoni Maze Of Torment, Chapel of Ghouls e Blasphemy presenti come ultimi tre pezzi. Le versioni su disco in vinile e su nastro invece vennero pubblicate con solo nove canzoni.

## Edizioni successive
La ristampa pubblicata nel 2003 include come bonus track il videoclip di Immortal Rites. Una seconda riedizione del 2006 contiene un CD, uguale a quello della precedente ristampa, e un DVD dal titolo Live Madness '89 registrato al Rock City di Nottingham il 14 novembre 1989 durante il Grindcrusher Tour.

## Tracce

### Compact disc
Testi di David Vincent, musiche di Trey Azagthoth eccetto dove indicato.
1. Immortal Rites – 4:04
2. Suffocation – 3:15 (musica: Azagthoth, Vincent)
3. Visions from the Dark Side – 4:10 (musica: Azagthoth, Vincent)
4. Maze of Torment – 4:25
5. Lord of All Fevers & Plague – 3:28 (testo: Azagthoth)
6. Chapel of Ghouls – 4:58 (testo: Azagthoth, Browning)
7. Bleed for the Devil – 2:23 (testo: Azagthoth)
8. Damnation – 4:10 (musica: Azagthoth, Vincent)
9. Blasphemy – 3:32 (testo: Azagthoth)
10. Evil Spells – 4:13 (testo: Azagthoth)
11. Maze Of Torment (Re-Mix) – 4:27
12. Chapel of Ghouls (Re-Mix) – 4:59 (testo: Azagthoth, Browning)
13. Blasphemy (Re-Mix) – 3:22 (testo: Azagthoth)

#### DVD bonus 2006
Live Madness '89
Testi di David Vincent, musiche di Trey Azagthoth eccetto dove indicato.
1. Immortal Rites – 3:56
2. Suffocation – 3:14 (musica: Azagthoth, Vincent)
3. Visions from the Dark Side – 4:31 (musica: Azagthoth, Vincent)
4. Maze Of Torment – 5:14
5. Chapel of Ghouls – 5:07 (testo: Azagthoth, Browning)
6. Guitar Solo – 1:06 – strumentale
7. Bleed for the Devil – 2:25 (testo: Azagthoth)
8. Damnation – 4:26 (musica: Azagthoth, Vincent)
9. Blasphemy – 4:54 (testo: Azagthoth)
10. Lord of All Fevers & Plague – 3:44 (testo: Azagthoth)
11. Evil Spells – 5:15 (testo: Azagthoth)

### LP e musicassetta
Testi di David Vincent, musiche di Trey Azagthoth eccetto dove indicato.
1. Immortal Rites – 4:04
2. Suffocation – 3:15 (musica: Azagthoth, Vincent)
3. Visions from the Dark Side – 4:10 (musica: Azagthoth, Vincent)
4. Maze Of Torment – 4:25
5. Chapel of Ghouls – 4:58 (testo: Azagthoth, Browning)
6. Bleed for the Devil – 2:23 (testo: Azagthoth)
7. Damnation – 4:10 (musica: Azagthoth, Vincent)
8. Blasphemy – 3:32 (testo: Azagthoth)
9. Evil Spells – 4:13 (testo: Azagthoth)

## Formazione
- David Vincent - basso, voce
- Trey Azagthoth - chitarra
- Richard Brunelle - chitarra
- Pete Sandoval - batteria